# Manuczehri
Manuczehri, pers. منوچهری (albo: Manuczihri) (właściwie: Abu Nadżm Ahmad-e Ghaus-e Masud Damghani) (ur. w Damghanie, zm. ok. 1040-41/432) – perski poeta liryczny działający na dworze Ghaznawidów.
Właściwie wszystkie wiarygodne informacje na temat życia Manuczehriego musimy czerpać z analizy jego twórczości. Z dużym prawdopodobieństwem możemy przyjąć, iż spędził swoją młodość zdobywając encyklopedyczną wiedzę na temat arabskiej i perskiej poezji oraz ćwicząc swoje umiejętności poetyckie. Wydaje się, że jego pierwszym patronem był Zijaryda Manuczehr-e Ghabus (1012/402 - 1029/420-421), od imienia którego wziął się jego poetycki pseudonim. Dwa z jego wierszy są dedykowane ghaznawidzkiemu namiestnikowi Reju w latach 1032/423 - 1033/424, Chodży Tahirowi, skąd wypływa oczywisty wniosek iż dopiero po służbie u tego urzędnika Manuczehri udał się na dwór sułtana Masuda (1030/421 - 1041/432). Miał tam pozostać aż do jego śmierci, a ponieważ żaden z jego wierszy nie odnosi się do późniejszych osób lub wydarzeń wydaje się, iż także on sam zmarł w tym czasie, co pozwalałoby uznać podawaną w niektórych późniejszych żywotach datę śmierci 1040-1041/432 za prawdziwą. Inne jednak podają daty takie jak 1047-1048/439, albo nawet 1090/483.
Edycja dywanu Manuczehriego z 1968/1347 roku zawiera 2800 bajtów, z których większość składa się na panegiryczne kasydy (57) i "mosammat" (11) - tę ostatnią formę właśnie on wprowadził do kanonu perskiej poezji. Reszta to nieliczne ghazale, rubajjaty, krótkie fragmenty i pojedyncze linie. Blisko jedna trzecia panegiryków jest dedykowana sułtanowi Masudowi, a większość pozostałej części ważniejszym dostojnikom jego dworu. Zamiłowanie Manuczehriego do poezji arabskiej przejawiało się w naśladowaniu kasyd okresu dżahilijji oraz częstych aluzjach do arabskich poetów, niemające precedensu u innych współczesnych mu poetów perskich. Szczególnie ceni się jego opisy natury zawarte we wstępach (nasibach) kasyd, takie jak opisy monarszych ogrodów w święta Nouruzu i Mehrganu, a także powiązane z nimi romantyczne i wesołe sceny. Posiadał on także dar ożywiania poezji poprzez rozwijanie takich pomysłów jak bitwa pór roku, czy ujmowanie wina jako córki latorośli.